# 649 aC
L'any 649 aC va ser un any del calendari romà pre-julià. A l'Imperi Romà es coneixia com l'any 105 ab urbe condita. La denominació 649 aC per a aquest any s'ha utilitzat des de l'època medieval primerenca, quan l'era del calendari Anno Domini es va convertir en el mètode prevalent a Europa per nomenar els anys.

## Esdeveniments
- Revolta liderada per Shamash-shum-ukin és aixafada pels assiris.
- Indabigash succeeix a Tammaritu com a rei de l'Imperi elamita.
- Data tradicional de la fundació d'Hímera per la població de Messina.[1]